# Onna-bugeisa

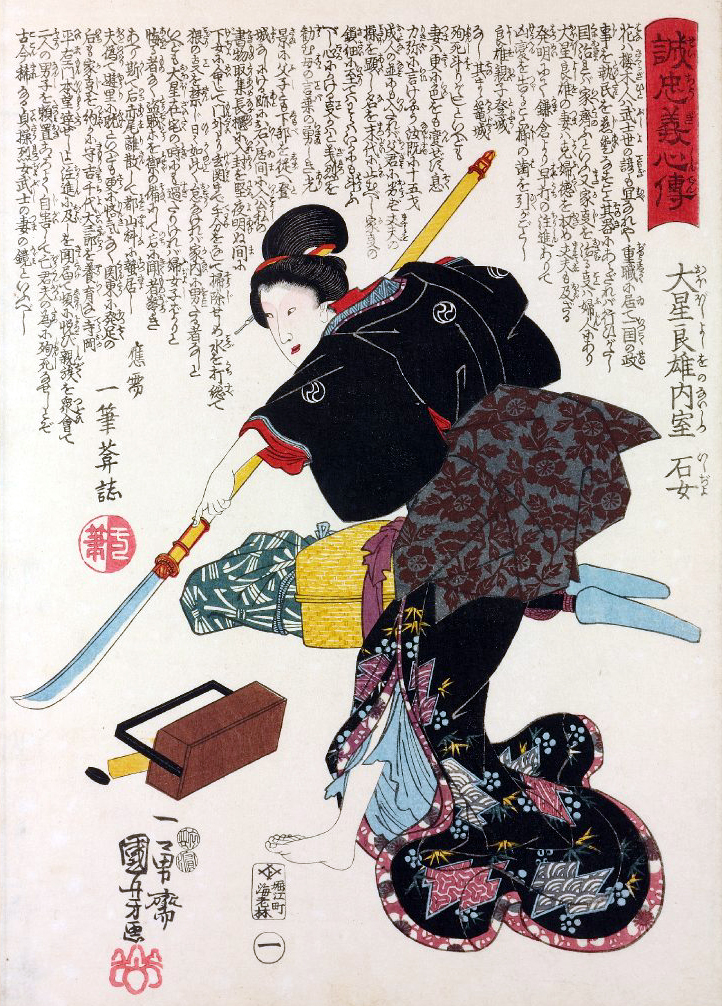
Isi-dzsó onna-bugeisa naginatával

Az onna-bugeisa (女武芸者) egyfajta, a Japán felső osztályba tartozó, harcos nő volt. 
Sok feleség, özvegy, lány és lázadó jelentkezett a harci kihívásokra, a csatákban általában a szamuráj férfiakkal harcoltak együtt. A busi (szamuráj) osztály tagjai voltak a feudális Japánban, akiket fegyverek használatra is kiképeztek, hogy  háborúk idején megvédhessék a háztartást, a családot és a becsületet.
A onna-bugeisa mégis eltérést jelentett a hagyományos japán “háziasszony” szerepétől. Őket általában a “női szamurájok”-nak nevezzük, de ez csak egy leegyszerűsítés.
Olyan jelentős ikonok, mint például Zingu hercegnő, Tomoe Gozen, Nakano Takeko és Hódzó Maszako, híres onna-bugeisa példák voltak.

## Történet
Már jóval a híres szamuráj osztály megjelenése előtt a japán női harcosok magasan képzett kard- és lándzsaforgatók voltak. A nők megtanulták használni a naginatát, kaiken-et és a tantodzsucu művészetét a harcban. Az ilyen képzés biztosított védelmet a közösségekben, ahol hiányoztak a férfi harcosok.
Egyik ilyen nő, későbbi nevén Zingu hercegnő (kb. 169-269 Kr.u.), arra is felhasználta tudását, hogy ösztönözze a gazdasági és társadalmi változásokat. Ő volt az a legendás onna-bugeisa, aki a koreai  megszállást vezette Kr.u. 200-ban a  férje, Csúai császár (tizennegyedik japán császár) halála után. A legenda szerint csodával határos módon vezette a japán hódítást Koreában, vérontás nélkül.
Évekkel halála után, Zingu képes volt átlépni a Japán társadalmi-gazdasági struktúrába is. 1881-ben, Zingu hercegnő lett az első nő, aki szerepelt egy japán bankjegyen.
A korábbi Heian és a Kamakura időszakban a nők, akik kiemelkedő eredményeket értek el a csatatéren, inkább kivételnek számítottak, mint szabálynak. A japán eszme szerint a legtöbb nő nőiességet áraszt, ami a gyenge nő ideáljának összeférhetetlenségét jelenti a női harcos szerepével.
A női harcosok mégis úttörő szerepet játszottak és néhányan folytatták saját klánjuk vezetését.

### Kamakura Korszak

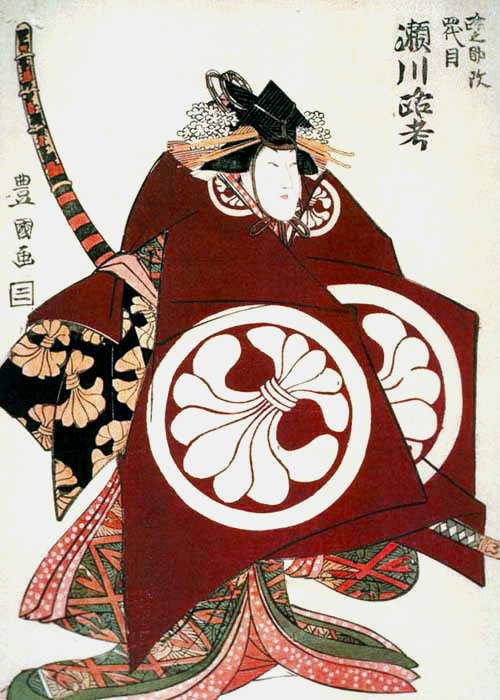
Tomoe Gozen

A Genpei háború (1180-1185) a Taira és a Minamoto családok között folyt, két neves és igen erős japán klán között a késői Heian időszakban.
Ez idő alatt, jelentek meg azok az epikus Heike Monogatari művek, amely mesék a bátor és odaadó szamurájokról szólnak. Közöttük volt Tomoe Gozen, a Minamoto klán tagja és Minamoto Josinaka felesége. Gozen segített a férje védelmében Minamoto no Joritomo, unokatestvére erői ellen.
Bár még nem teljesen bizonyított, hogy igazi történelmi személy lett volna, mégis nagy hatással volt a harcos osztályokra, sőt, sok hagyományos naginata iskolára is. Az idők folyamán onna-bugeisa hatása megjelent az élet minden területén, a képzőművészettől a politikáig.
A Minamoto no Joritomo uralma alatt hamarosan létre jött a Kamakura sógunátus (1185-1333). Halála utána felesége, Hózó Maszako volt az első onna-bugeisa, aki kiemelkedő szereplője lett a politikának - a Hózó kormányzóság korai éveiben. Maszako végül buddhista szerzetesnő lett, mint a hagyományos szamuráj özvegyek.
Maszakónak néhány politikai segítő révén sikerült elérni, hogy a Sógun bíróság a 13. század elején lehetővé tegye a nők egyenlő jogait.
Annak ellenére, hogy a nők elsődleges szerepe az ősi Japánban továbbra is a család és a férj  támogatása maradt, mégis megszerezte a magasabb státuszt a családon és háztartáson belül. Ezek a törvények lehetővé tették a japán nők számára a pénzügyek irányítását, a tulajdon megtartását, a házi szolgák tartását és irányítását és gyermekeik megfelelő, hűséges szamuráj nevelését. A legfontosabb mégis az volt, hogy a japán nőktől is elvárhatták, hogy háború idején megvédjék otthonukat.

### Edo Korszak
A neo-konfuciánus filozófia befolyása és a megállapított házassági rendszer alatt az Edo-korszakban (1600-1868) az onna-bugeisa szerepe jelentősen csökkent. Nem voltak szamuráj csaták és háborúk, voltak viszont bürokraták. Az üvöltő eszményi bátorságot, odaadást és önzetlenséget fokozatosan felváltja csendes, passzív, polgári engedelmesség.
Az utazás az Edo időszakban nehéz és nyugtalanító volt sok női szamuráj számára, mert szigorú korlátozások voltak. Mindig férfi kíséretében kellett lenniük, mert egyedül nem utazhattak. A szamuráj nőket sokszor zaklatták a tisztviselők, akik legénységgel ellenőrzőpontokon tartóztatták fel őket.
A  17. század eleje jelentős átalakulást jelentett a nők társadalmi elfogadottsága terén Japánban. Sok szamuráj úgy nézett a nőkre pusztán, mint a gyermekhordozóra; az a koncepció, hogy a nő, mint háborúban is megbízható társ,  már elképzelhetetlen volt. A kapcsolat a férj és feleség között inkább hasonlított az úr és az ő vazallusa kapcsolatára.
Annak ellenére, hogy a társadalmi nézet a nőt mint puszta eszközt kezeli, a cél, hogy férje becsülete védelmében a halált válassza, mégis elfogadott volt. A feleség szolidaritása férje kedvéért gyakori és kedvelt témája volt és maradt a japán kultúrának.

## Fegyverek

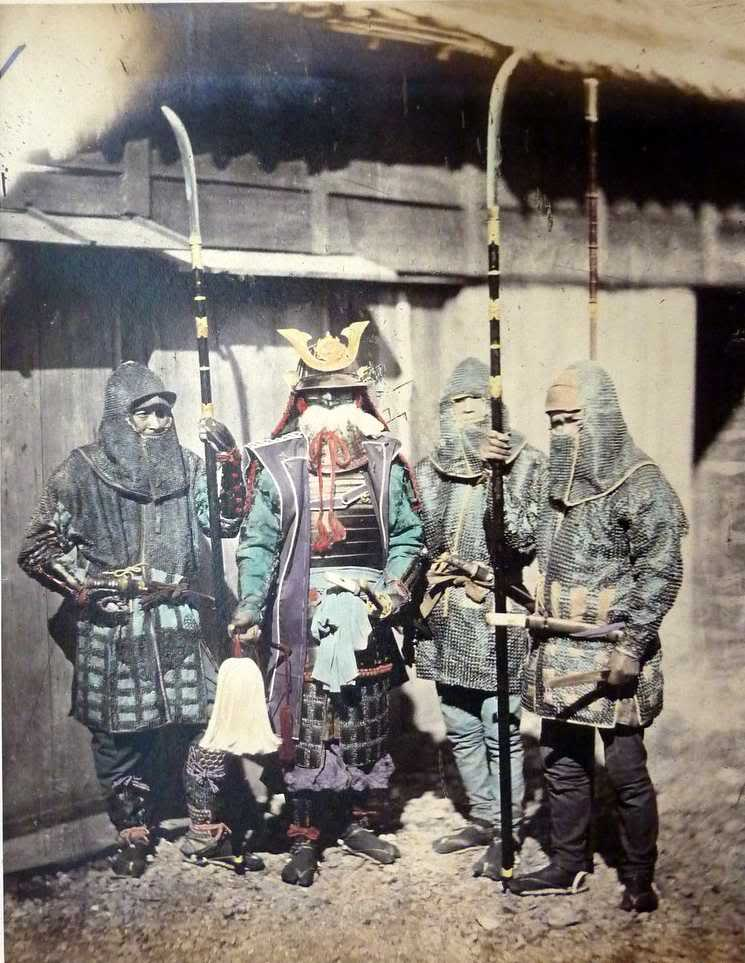
1800-as évekből származó kép a szamurájokról, akik a naginatát tartják

A naginata egy hosszú rúd ívelt penge heggyel. Mivel használata sokoldalú és hagyományos, több nő is szívesen használja. Mivel az alkalmazási technikák és a hosszúsága széles körű alkalmazást biztosít, bebizonyosodott, hogy  hatékony eszköz a gyakori fosztogatók ellen is, akik gyakran támadták lóhátról.